# Indianapolis 500 in 2007

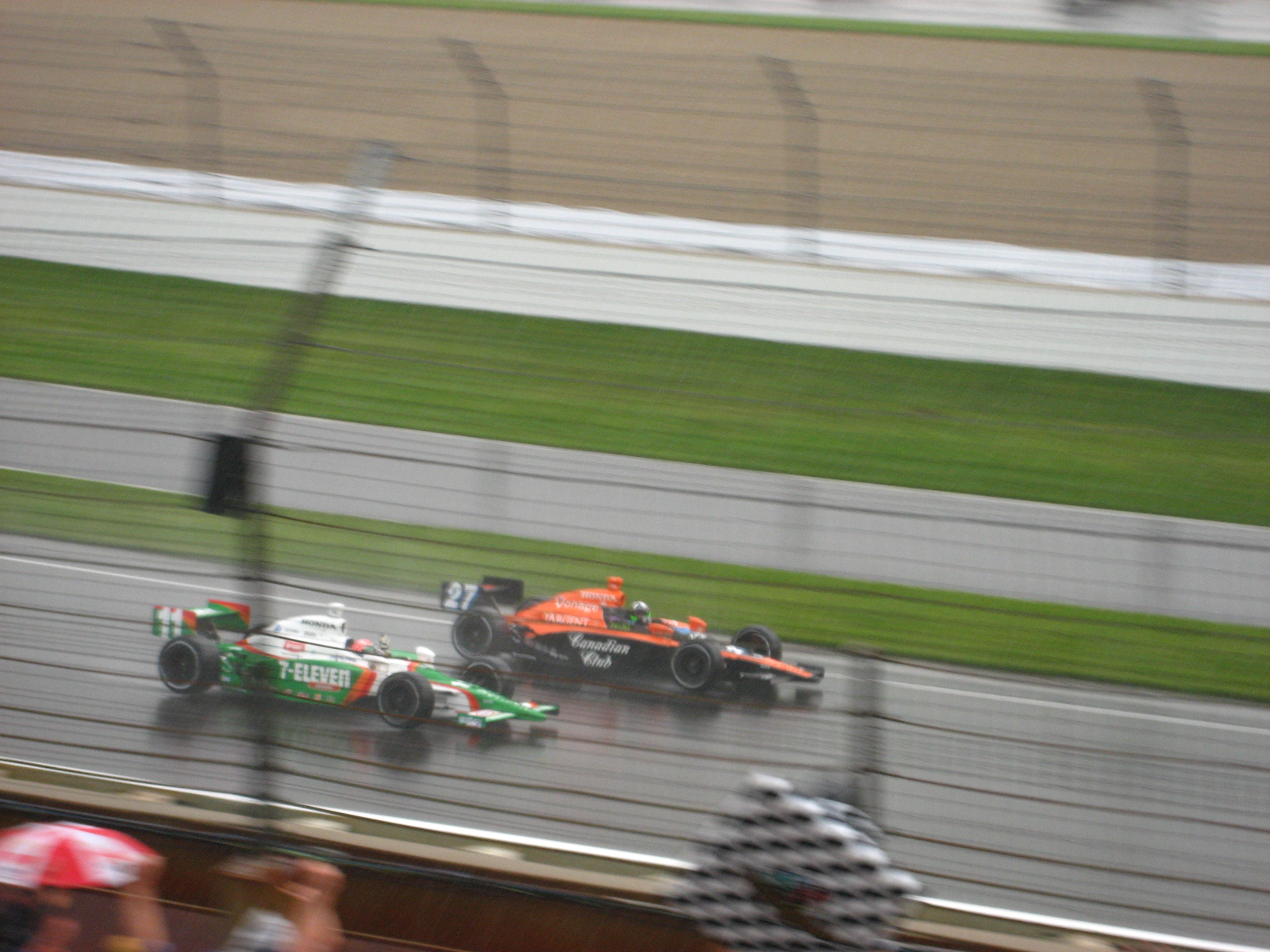
Winnaar Franchitti (oranje wagen) op de Indianapolis Motor Speedway, 2007.

De 91e Indianapolis 500 werd gereden op zondag 27 mei 2007 op de Indianapolis Motor Speedway. Het was de twaalfde keer dat de race op de kalender stond van het Indy Racing League kampioenschap en het was de vijfde race uit de IndyCar Series van 2007. Het was de zevende race in de Indy 500 geschiedenis die vroegtijdig werd beëindigd door regenweer. Schots coureur Dario Franchitti won de race in een wagen van Andretti Green Racing. Het was zijn vijfde deelname op rij en eerste overwinning. Hij won later dat jaar het IndyCar kampioenschap.

## Startgrid

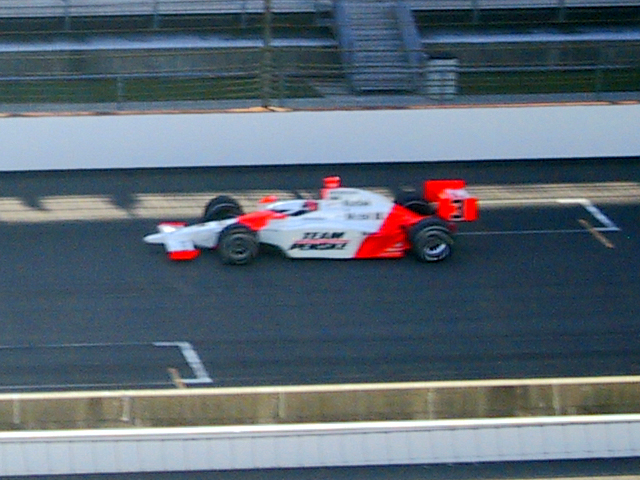
Hélio Castroneves vertrok vanaf poleposition.

Hélio Castroneves won op 12 mei de poleposition. P.J. Jones en Jimmy Kite konden zich niet kwalificeren voor de race tijdens de laatste kwalificatieritten op 20 mei. Voor de eerste keer in de geschiedenis van de race waren er drie vrouwelijke coureurs die zich wisten te kwalificeren, Danica Patrick en Sarah Fisher die in voorgaande jaren de race al gereden hadden en Rookie Milka Duno. Drie coureurs met een lange carrière stonden voor de laatste keer aan de start van de race, het werd de laatste Indianapolis 500 voor Al Unser Jr., Michael Andretti en Roberto Moreno.
| Rij | Binnen            | Midden           | Buiten           |
| --- | ----------------- | ---------------- | ---------------- |
| 1   | Hélio Castroneves | Tony Kanaan      | Dario Franchitti |
| 2   | Scott Dixon       | Sam Hornish Jr.  | Dan Wheldon      |
| 3   | Ryan Briscoe      | Danica Patrick   | Marco Andretti   |
| 4   | Tomas Scheckter   | Michael Andretti | Scott Sharp      |
| 5   | Jeff Simmons      | Ed Carpenter     | Darren Manning   |
| 6   | Buddy Rice        | Kosuke Matsuura  | A.J. Foyt IV     |
| 7   | Vitor Meira       | Davey Hamilton   | Sarah Fisher     |
| 8   | Buddy Lazier      | Roger Yasukawa   | John Andretti    |
| 9   | Al Unser Jr.      | Alex Barron      | Jon Herb         |
| 10  | Jaques Lazier     | Milka Duno       | Marty Roth       |
| 11  | Roberto Moreno    | Richie Hearn     | Philip Giebler   |

## Race

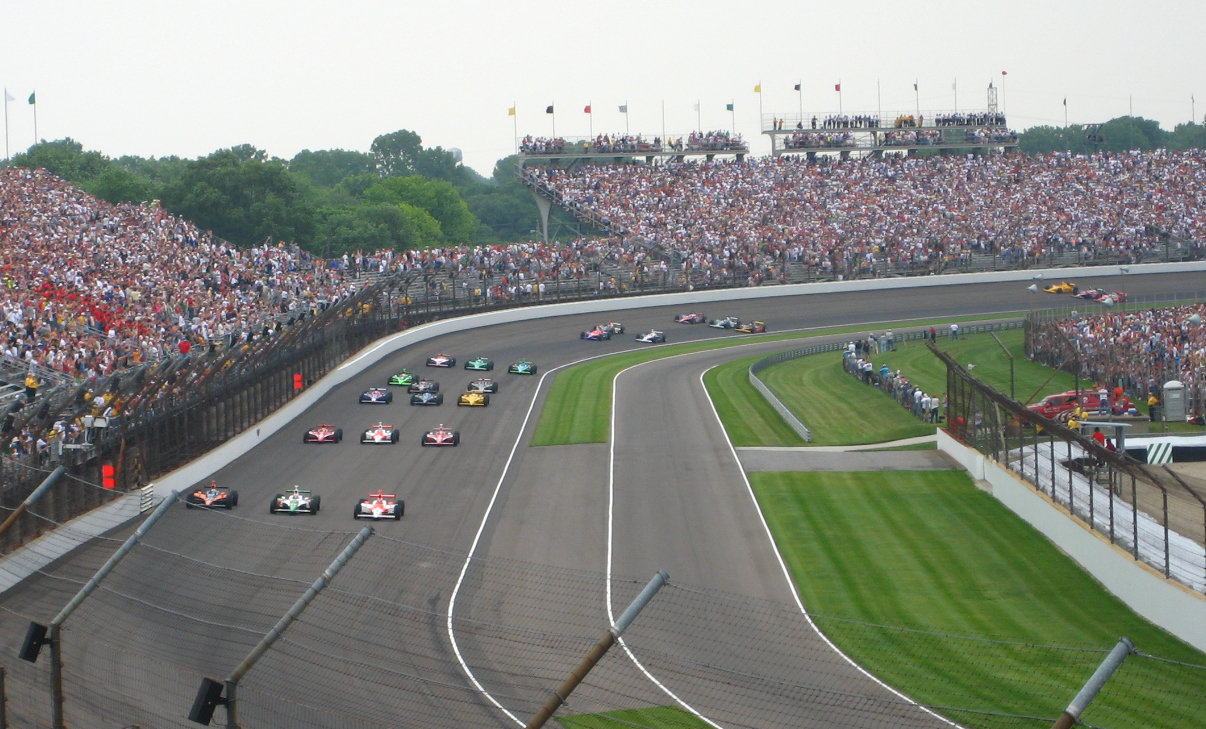
Start van de race.

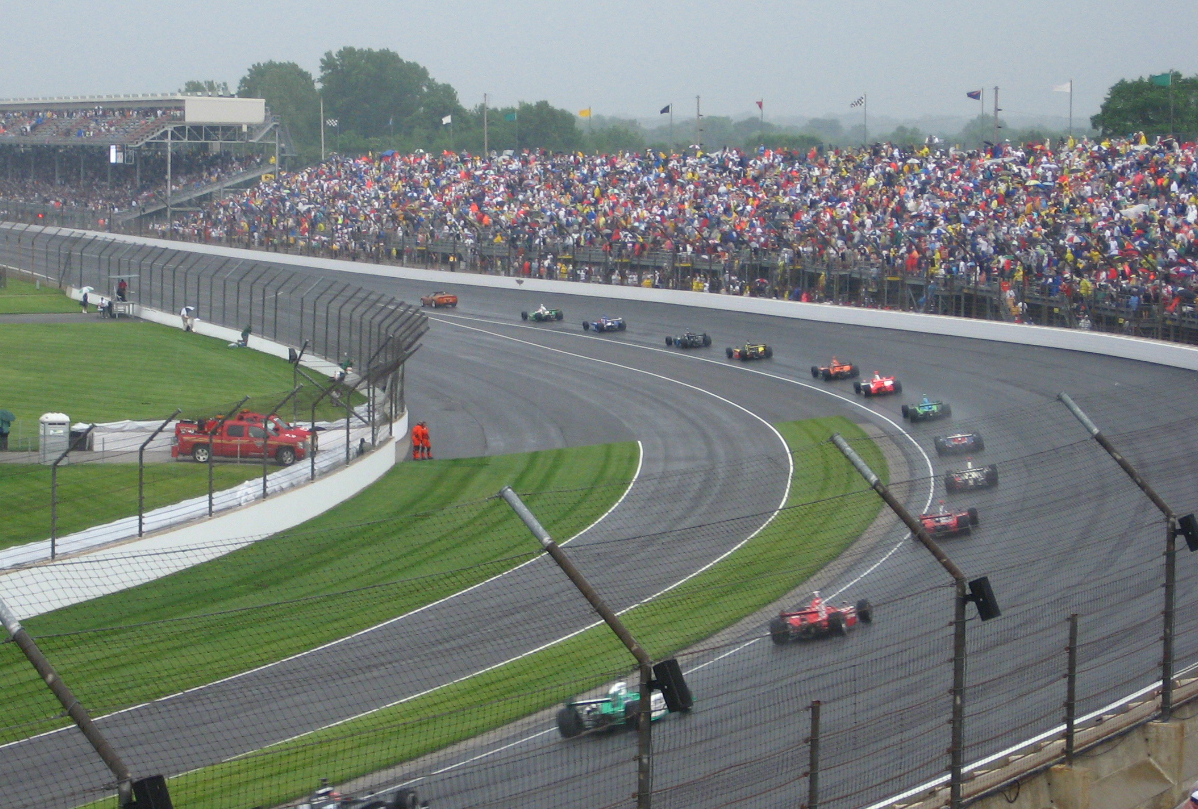
Neutralisatie wegens de regen.

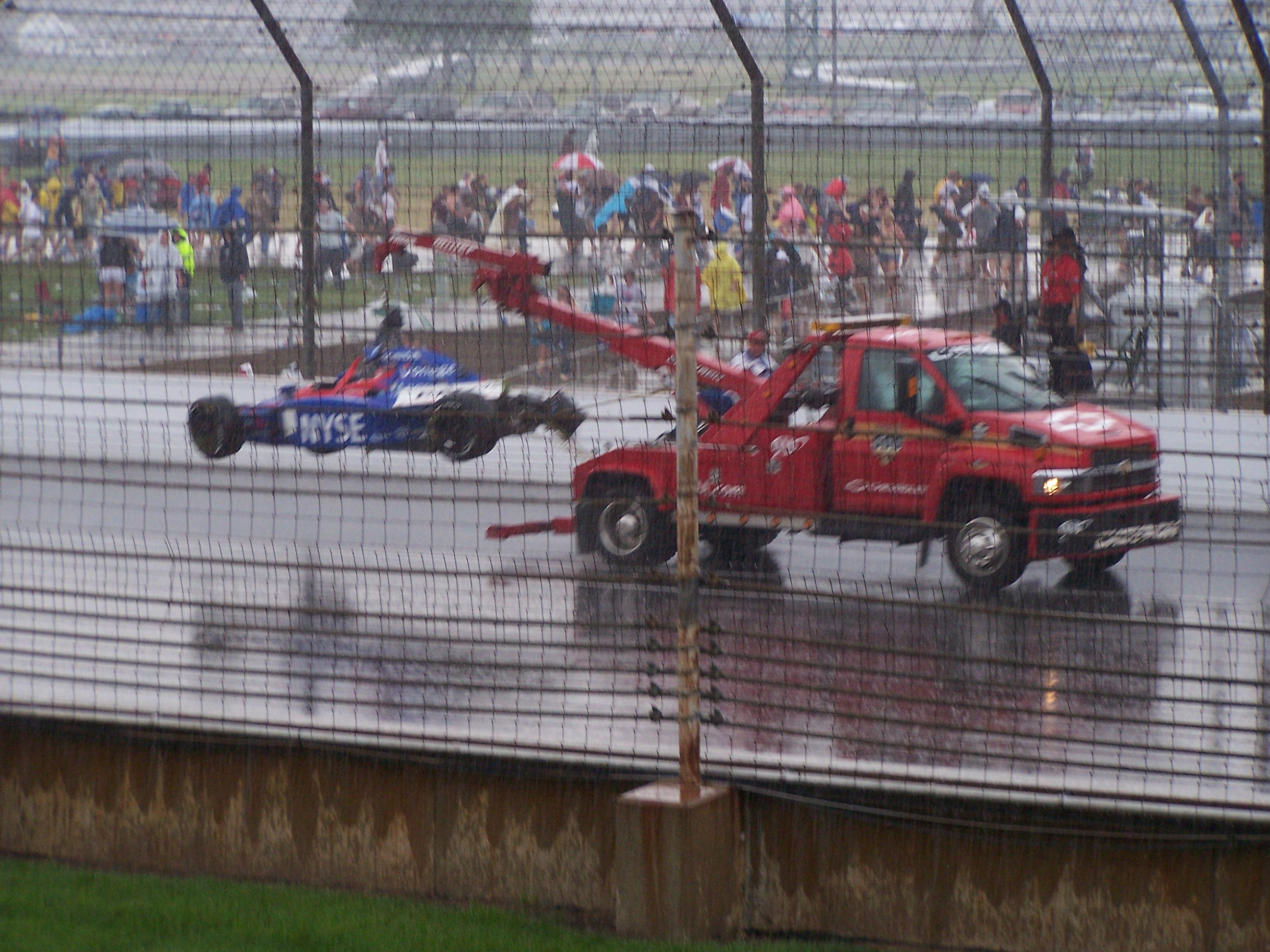
Marco Andretti's auto na de crash.

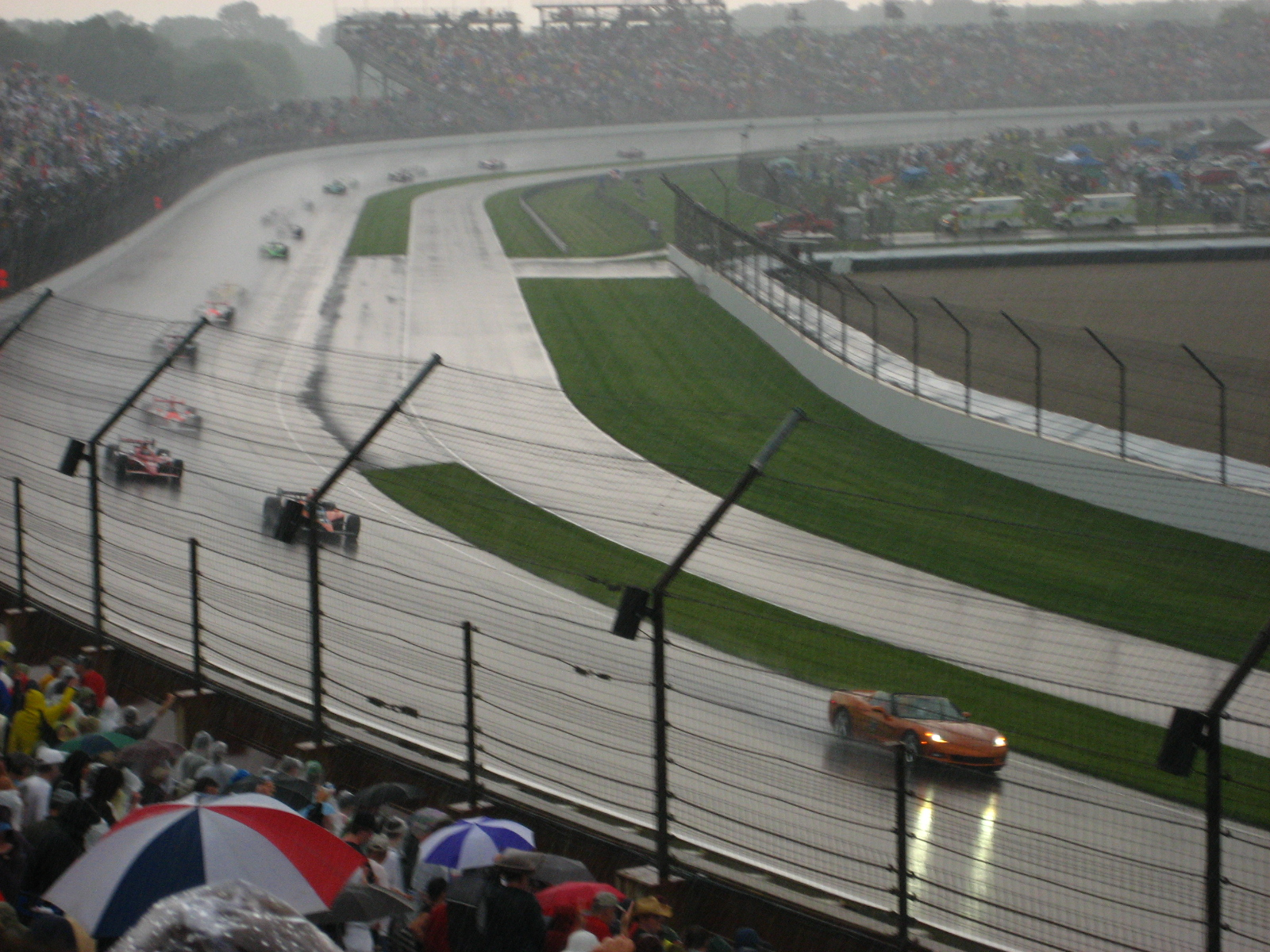
De race werd vroegtijdig beëindigd wegens de regen.

Negen verschillende coureurs hebben aan de leiding gereden tijdens de race, waaronder Tony Kanaan, die met 89 ronden het meest aan de leiding reed. In ronde 99 crashte John Andretti en werd de race geneutraliseerd en daarna hervat in ronde 107. Bij de herstart crashte Phil Giebler en tijdens de neutralisatie die erop volgde begon het te regenen. De race werd stilgelegd in ronde 113 toen drie Andretti Green Racing- coureurs aan de leiding reden, Tony Kanaan, Marco Andretti en Danica Patrick. Had het blijven regenen dan zou dat de einduitslag geweest zijn, maar na een pauze van 3 uur kon er weer geracet worden. Er werden ongeveer dertig ronden onder de groene vlag gereden wanneer Marty Roth crashte in ronde 151. De meeste rijders reden in de pit tijdens de neutralisatie die erop volgde, maar onder meer Franchitti en Dixon maakte geen pitstop en kwamen vooraan te rijden. Vijf ronden later werd de race herstart en was er meteen een aanrijding tussen Kanaan en Jaques Lazier. De race werd een laatste keer herstart in ronde 161. Twee ronden later was er een aanrijding tussen Dan Wheldon en Marco Andretti. De laatste drie ronden werden gereden achter de safety car, de race werd vroegtijdig afgevlagd omdat het inmiddels opnieuw was beginnen te regenen. Dario Franchitti won de race voor Scott Dixon en Hélio Castroneves. Acteur Patrick Dempsey bestuurde de safety car tijdens de race.
| #                                                                             | Coureur            | Auto          | Team                            | Ronden | Opgave  |
| ----------------------------------------------------------------------------- | ------------------ | ------------- | ------------------------------- | ------ | ------- |
| 1                                                                             | Dario Franchitti   | Dallara-Honda | Andretti Green Racing           | 166    |         |
| 2                                                                             | Scott Dixon        | Dallara-Honda | Chip Ganassi Racing             | 166    |         |
| 3                                                                             | Hélio Castroneves  | Dallara-Honda | Team Penske                     | 166    |         |
| 4                                                                             | Sam Hornish Jr.    | Dallara-Honda | Team Penske                     | 166    |         |
| 5                                                                             | Ryan Briscoe       | Dallara-Honda | Luczo-Dragon Racing             | 166    |         |
| 6                                                                             | Scott Sharp        | Dallara-Honda | Rahal Letterman Racing          | 166    |         |
| 7                                                                             | Tomas Scheckter    | Dallara-Honda | Vision Racing                   | 166    |         |
| 8                                                                             | Danica Patrick     | Dallara-Honda | Andretti Green Racing           | 166    |         |
| 9                                                                             | Davey Hamilton     | Dallara-Honda | Vision Racing                   | 166    |         |
| 10                                                                            | Vitor Meira        | Dallara-Honda | Panther Racing                  | 166    |         |
| 11                                                                            | Jeff Simmons       | Dallara-Honda | Rahal Letterman Racing          | 166    |         |
| 12                                                                            | Tony Kanaan        | Dallara-Honda | Andretti Green Racing           | 166    |         |
| 13                                                                            | Michael Andretti   | Dallara-Honda | Andretti Green Racing           | 166    |         |
| 14                                                                            | A.J. Foyt IV       | Dallara-Honda | Vision Racing                   | 165    |         |
| 15                                                                            | Alex Barron        | Dallara-Honda | CURB/Agajanian/Beck Motorsports | 165    |         |
| 16                                                                            | Kosuke Matsuura    | Dallara-Honda | Panther Racing                  | 165    |         |
| 17                                                                            | Ed Carpenter       | Dallara-Honda | Vision Racing                   | 164    | Ongeval |
| 18                                                                            | Sarah Fisher       | Dallara-Honda | Dreyer & Reinbold Racing        | 164    |         |
| 19                                                                            | Buddy Lazier       | Dallara-Honda | Sam Schmidt Motorsports         | 164    |         |
| 20                                                                            | Darren Manning     | Dallara-Honda | A.J. Foyt Enterprises           | 164    |         |
| 21                                                                            | Roger Yasukawa     | Dallara-Honda | Dreyer & Reinbold Racing        | 164    |         |
| 22                                                                            | Dan Wheldon        | Dallara-Honda | Chip Ganassi Racing             | 163    | Ongeval |
| 23                                                                            | Richie Hearn       | Dallara-Honda | Hemelgarn Racing                | 163    |         |
| 24                                                                            | Marco Andretti     | Dallara-Honda | Andretti Green Racing           | 162    | Ongeval |
| 25                                                                            | Buddy Rice         | Dallara-Honda | Dreyer & Reinbold Racing        | 162    | Ongeval |
| 26                                                                            | Al Unser Jr.       | Dallara-Honda | A.J. Foyt Enterprises           | 161    |         |
| 27                                                                            | Jaques Lazier      | Panoz-Honda   | Playa Del Racing                | 155    | Ongeval |
| 28                                                                            | Marty Roth         | Dallara-Honda | Roth Racing                     | 148    | Ongeval |
| 29                                                                            | Philip Giebler (R) | Panoz-Honda   | Playa Del Racing                | 106    | Ongeval |
| 30                                                                            | John Andretti      | Dallara-Honda | Panther Racing                  | 95     | Ongeval |
| 31                                                                            | Milka Duno (R)     | Dallara-Honda | SAMAX Motorsport                | 65     | Ongeval |
| 32                                                                            | Jon Herb           | Dallara-Honda | Racing Professionals            | 51     | Ongeval |
| 33                                                                            | Roberto Moreno     | Panoz-Honda   | Chastain Motorsports            | 36     | Ongeval |
| Gemiddelde snelheid : 244,257 km/h - Snelste ronde : Tony Kanaan, 359,56 km/h |                    |               |                                 |        |         |
| Aantal neutralisaties : 11 (55 van de 166 ronden in totaal)                   |                    |               |                                 |        |         |